# Jean-Baptiste Astoin
Jean-Baptiste Astoin est un homme politique français né le 29 juillet 1758 à Carcassonne (Aude) et mort le 15 avril 1824 à Roquecourbe (Aude).
Avocat à Carcassonne, il est député de l'Aude de 1820 à 1824, siégeant dans l'opposition libérale.

## Sources
- « Jean-Baptiste Astoin », dans Adolphe Robert et Gaston Cougny, Dictionnaire des parlementaires français, Edgar Bourloton, 1889-1891 [détail de l’édition]